# سمنگان (تربت جام)
سَمَنگان یا رُباط سمنگان روستایی است از توابع بخش نصرآباد و در شهرستان تربت جام استان خراسان رضوی ایران.
این روستا در دهستان کاریزان قرار داشته و بر اساس سرشماری سال ۱۳۸۵ جمعیت آن (۱٬۱۳۶خانوار) ۵٬۱۷۳نفر و امام جماعت روستای رباط سمنگان تربت‌جام گفت:در سال ۱۴۰۲ روستای رباط سمنگان تربت‌جام با توجه به جمعیت ۱۰ هزار نفری، قابلیت ارتقاء به شهر را دارد
بوده‌است.

## منبع
1. ↑  «نتایج سرشماری ایران در سال ۱۳۸۵». درگاه ملی آمار. بایگانی‌شده از روی نسخه اصلی در ۲۱ آبان ۱۳۹۲.